# Île Davis
Ne doit pas être confondu avec Îles Davis ou Terre de Davis.
L'île Davis (en russe : Остров Дауэс) est une île de l'archipel François-Joseph.

## Géographie
Située près de l'île McNult et à 3 km au nord-est de la Terre de Wilczek, c'est une toute petite île, de forme allongée, de moins d'1 km2, libre de glaces, dont le point culminant est un rocher de 10 m de hauteur. 

## Histoire
Elle a été nommée en l'honneur de John King Davis.